# Шанинское 2-е сельское поселение
Шанинское 2-е сельское поселение — упразднённое муниципальное образование в Таловском районе Воронежской области.
Административный центр — посёлок Участок № 26.

## История
Законом Воронежской области от 30 ноября 2015 года № 163-ОЗ, были преобразованы, путём их объединения Шанинское и Шанинское 2-е сельские поселения — в Шанинское сельское поселение с административным центром в посёлке Участок № 26.

## Административное деление
В состав поселения входили:
- посёлок Участок № 26,
- посёлок Участок № 22,
- посёлок Участок № 28,
- посёлок Участок № 37.